# Proskripce

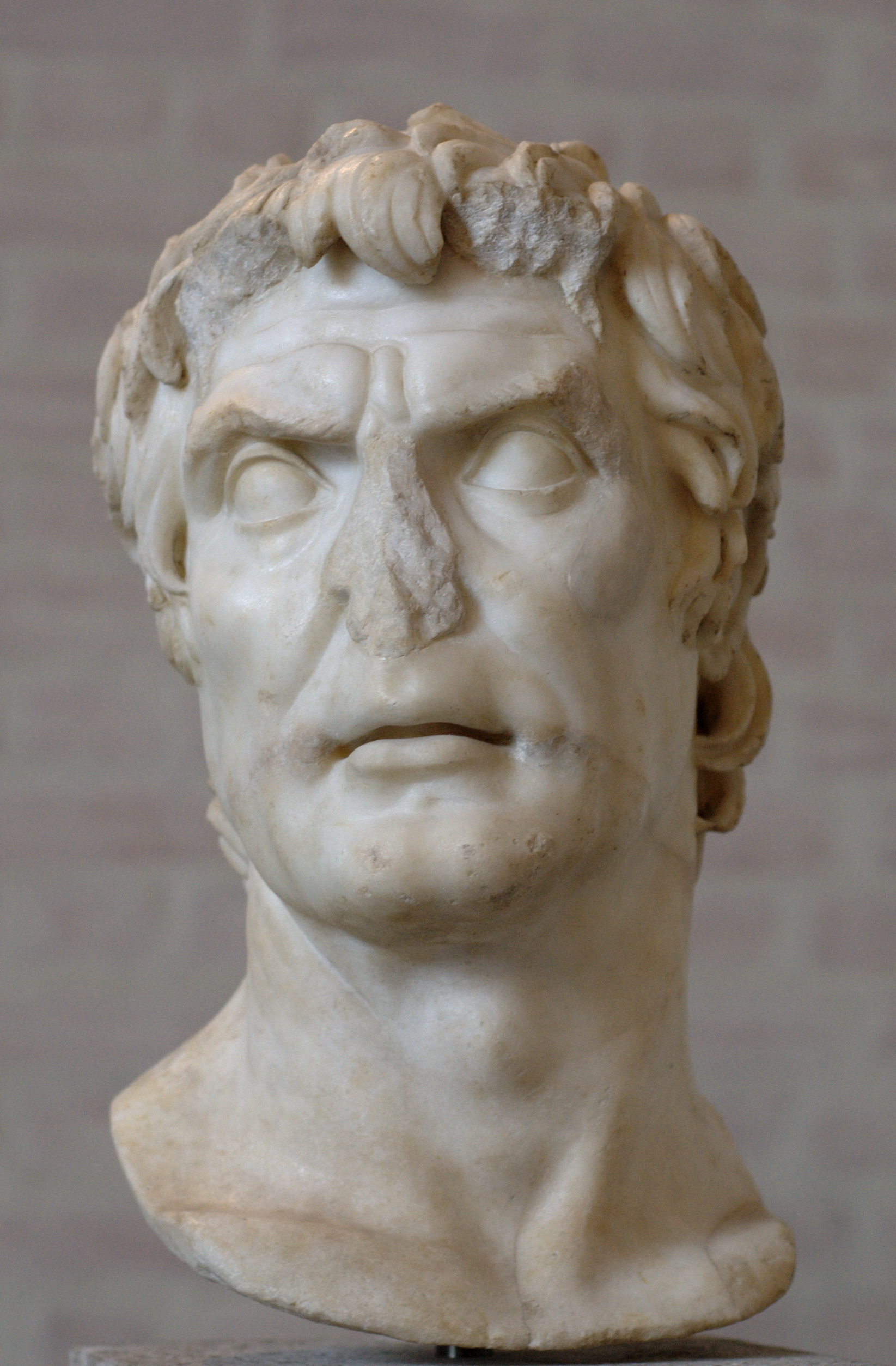
Sullova busta – Glyptotéka v Mnichově

Proskripce (latinsky proscriptio, pl. proscriptiones) ve starověkém Římě představovaly prohlášení člověka za nepřítele státu.
Poprvé byly využity Luciem Corneliem Sullou roku 82 př. n. l. proti stoupencům Gaia Maria. Sulla vydal seznamy římských občanů, jejichž majetek nechal zkonfiskovat. Tito lidé byli prakticky odsouzeni k smrti a kdokoli je mohl beztrestně zabít. Následkem byla vlna vraždění, které jen v samotném Římě padlo za oběť skoro 3000 lidí.
Podruhé byly využity roku 43 př. n. l. triumviry Markem Antoniem a Gaiem Octaviem. Mezi nejznámější oběti těchto proskripcí patří Marcus Tullius Cicero a jeho mladší bratr Quintus Tullius Cicero, jeden z legátů Julia Caesara.
V obou případech bylo proskripcí využito z důvodu snahy o zničení politických oponentů a naplnění prázdné státní pokladny.